# Влада Илије Гарашанина од 1861.
После министарства Филипа Христића дошло је министарство Илије Гарашанина. Гарашанин је, као шеф владе, узео министарство иностраних дела; министар унутрашњих дела остао је Никола Христић; министар правде био је Рајко Лешјанин, а министар финансија Коста Цукић.
Гарашаниново Министарство испунило је највећи део Михаилове владе, трајући од 1861. до 1867.
Влада Илије Гарашанина (1861–1867) је друга најдужа влада у историји Србије, после владе Аврама Петронијевића (1844–1852).

## Историја

### Долазак на власт
На јесен 1861. године Михаило ствара конзервативну владу на челу са Илијом Гарашанином. Удаљен од политике током Милошеве владавине, он поново долази у владу под Михаилом са којим је имао исте спољнополитичке ставове; спас Србије не лежи у малој србијанској већ у великој балканској политици. Гарашанин, као и Михаило, зазире од Аустрије и мисли да је укочи посредством Мађара. Односи са Русијом су слични. Михаило се на њу наслања, а Гарашанин је са њом поправио односе крајем Карађорђевићеве владе, када је почео радити на његовом паду као и руска влада. Њему након Кримског рата Русија није изгледала толико опасна као четрдесетих и педесетих година. Гарашанин се налазио на врхунцу своје политичке каријере, а либерали, који су Обреновиће и довели на престо, одстрањени су из власти.

### Мајсторовићева афера
Крајем 1863. године у Смедереву је откривена завереничка група коју је чинило 36 лица. На њеном челу био је Антоније Мајсторовић, бивши саветник и карађорђевац. Окружни суд у Смедереву осудио их је на по 2 године робије, али је Велики суд, чији је члан био Јеврем Грујић, нашао да су оптужени невини и пустио их на слободу. Влада је донела закон са повратним дејством коме је судије Великог суда осудила на по три године робије. Пресуда је непријатно одјекнула у јавности и свету те је кнез приморан да сазове своју другу од три скупштине одржане током његове друге владавине. Великогоспоинска скупштина састала се 1864. године у Београду. Стављање судија под суд била је највећа незаконитост Михаилове владавине. На Скупштини се није могао опазити ни најмањи знак негодовања. Она је чак сматрала да се према судијама треба поступати строже. Током беседе краља Михаила настала је толика бука незадовољних посланика, да ју је кнез морао прекинути. Чинило се да је Скупштина могла линчовати Велики суд, те се краљ чак показао праведнијим.

### Слобода штампе
Светоандрејска скупштина прогласила је слободу штампе. Она је постојала током Михаилове владавине, мада о томе није било посебног закона. Михаило је пуштао да се у новинама критикује власт; пуштао конзервативце да нападају либерале и обрнуто. Пред Скупштину (која се током Михаилове владавине састајала 3 пута) изношени су предлози о закону о слободи штампе, али он није уврштен у Михаилово законодавство. Ипак, може се приметити да Михаило у новинама није дозвољавао да се о политичким стварима пише другачије него што мисли влада. Пример су новине „Народна скупштина“ чији су уредници похапшени, а лист пропао. Банкар Јован Кумануди и професор Милан Миловук покренули су 1861. године недељни лист „Трговачке новине”. Цензура је одобрила излажење овог листа под условом да он разматра економска и културна питања. Владимир Јовановић је постао сарадник Трговачких новина и покушавао је да их постепено претвори у политички лист. Алузијама у њима борио се прикривено против кнежевог режима. Михаила је замењивао неким хесенским херцегом који се није мирио са уставношћу и законитошћу. Овог малог немачког деспота ористиле су европске штампе за сличне потребе. Влада то није хтела толерисати већ је забранила Трговачке новине. То није обесхрабрило либерале. Они се везују за Друштво српске словесности (касније Српско учено друштво, Српска краљевска академија и САНУ). Ово је било научно друштво које са политиком није имало везе. Тадашња либерална интелигенција сматрала је либерализам као научну истину. Дајући свом опозиционарству теоријски вид, либерали су се удаљавали од народа. Говорећи у име науке, они су држали да се уздижу у више сфере где их цензура и полиција не могу достићи. Тако је, нпр. на годишем скупу Друштва Владимир Јовановић хтео дао говори о „штедњи“ што је било прихватљиво као економска тема. Међутим, министар просвете Цукић, који је по закону био и председник Друштва српске словесности, забранио је Јовановићево предавање јер „није пријављено“. Таман кад се то питање затворило, прешло се на питање пријема Гарибалдија у Друштво. Гарибалди је тражио од Србије да се дигне против Турака, а његову кандидатуру либерали су истакли да би на њиховим именима изазвали манифестацију у корист национализма. Цукић је прекинуо седницу због свађе са либералима. Влада је овај сукоб схватила веома озбиљно и указом од 27. јануара 1864. године суспендовала Друштво српске словесности. Предавање које није могао читати у Друштву, Јовановић је одштампао у Новом Саду, али не под називом „Штедња“, већ под називом „Србенда и Готован“. Нападао је у том чланку луксуз који се ширио народом, те је то више била критика нарави него критика владе. Ипак, Јовановић је у чланку захтевао буђење народног духа преко слободе штампе, па је брошура ипак у влади схваћена непријатељски. По налогу владе, облављен је одговор на овај чланак под називом „Србин и Србенда“ кога је написао Ђура Даничић, који је био исто толико конзервативац као и његов брат, Милош Поповић, уредник полуслужбеног листа „Видовдан“. Влада је затварањем Друштва српске словесности направила грешку јер је тиме показала да је цело друштво солидарно са своја два либерална члана (Јовановић и Стојан Вељковић, професор на Великој школи). Тиме се стекао утисак да је Михаилова владавина против сваке критике, па и научне, и да је противна науци.
Писци опозиције траже новине о којима ће писати ван Србије. Новосадски „Дневник“ под уредништвом Владимира Јовановића постао је орган либерала (1864). Исте године Јовановић у Женеви покреће лист „Слобода“ на српском и француском језику. Светозар Милетић 1866. године оснива у Пешти „Заставу“, коју касније преноси у Нови Сад. Сва три листа јављају се један за другим, односно почињу да излазе када овај претходни престане. Ови листови били су ван домета србијанских власти те су писали отворено, непосредно нападајући кнеза и политичаре. Опозиција од 1865. године има и свој шаљиви лист „Змај“ под уредништвом Јована Јовановића који против Михаиловог режима војује у стиху и у прози. Он омаловажава кнеза и чини га смешним; публика је видела режим онаквог какав је приказан у Змајевим карикатурама. Политичке песме Јована Јовановића Змаја шкодиле су Михаиловом режиму више него било који чланци из опозиционарских листова. Позната је Змајева песма „Јутутутунска Јухаха“, али је мало познато да је „Краљ тринаести Балакаха“ који је народу обећао „Јухахаха“ у ствари кнез Михаило. Слично је и са „Јутутунском народном химном“. Забрањени листови кријумчаре се у земљу. Влада 1867. године допушта оснивање листа „Србија“ Љубомира Каљевића који пише чланке у циљу српског националног ослобођења и назива Србију Пијемонтом Балкана.

### Уједињена омладина српска
После 1866. године либерали су дошли до закључка да се од Михаила немају чему надати и да ствар ослобођења морају узети у своје руке. Августа 1866. године долази до стварања Уједињене омладине српске, још један од покушаја либерала да у народу придобију још једну струју. Већ на свом првом састанку у Новом Саду, Омладина је донела одлуку да њен члан може бити свако, како стар тако и млад. На тај начин је од једне ђачке дружине постала националистичко друштво. Јован Скерлић је рекао да је „Уједињена омладина српска“ представљала неку врсту мешавине немачких буршеншафта и тугендбунда, грчке хетерије, италијанског карбонарства и Младе Италије. Њен задатак био је буђење националне свести и патриотског одушевљења. Седиште Омладине било је у Новом Саду, те се њен утицај највише осећао у Војводини, док је у Србији он био ограничен само на интелигенцију не допирући до народних маса. Српски народ, каквим га Омладина приказује, био је народ Милоша Обилића и Марка Краљевића, народ који се не треба никога бојати, а нарочито не Турака. У основним идејама, између Омладине и Михаила није било разлике. Међутим, за Михаила је у омладинском покрету било незгодно следеће: 1) Омладина није одвајала унутрашњу од спољашње политике; 2) као и свака патриотска друштва, Омладина је у свом национализму била непопустљива занемарујући реално стање.
Омладинска скупштина сазвана је на Преображење. Влада није допустила Светозару Милетићу долазак у земљу, те су многи Војвођани изостали са скупштине. Омладинској скупштини је на располагање стављено двориште Велике школе. Ту се скупило око 3000 људи. За председника скупштине изабран је Јеврем Грујић, који је пре три године осуђен на затвор и губитак грађанске части. Влада није могла отрпети Грујићев избор. Она је растерала скуп из дворишта Велике Школе, те се Омладина пребацила у Велику пивару, али се под притиском полиције трудила да га скуп што пре оконча. Омладинска скупштина од 1867. године значила је прекид између Омладине и кнеза. Убудуће Михаилова влада неће имати никаквим обзира према омладинцима који су говорили да кнез није дорастао да буде вођа националне политике. У народној маси либерали су успели да поколебају веру у Михаилову националну политику.

### Исељавање Турака из земље
Спољашња Михаилова политика за циљ је имала рат са Турском. Пре ступања у рат требало је испунити неке услове: 1) укинути Устав из 1838. године и извојевати потпуну унутрашњу самосталност како се Порта не би имала права мешати у унутрашње ствари Кнежевине; 2) уклонити турске гарнизоне из градова (Београд, Шабац, Смедерево, Фетислам код Кладова, Соко, Ужице) како Турска не би могла ометати ратне припреме; 3) склопити савез са осталим хришћанским државама и народима на Балкану.
Кнез је почео укидањем Устава. На Преображенској скупштини донети су нови закони о Савету и Скупштини који су значили укидање Устава и потпуно утврђивање наше унутрашње самосталности. Порта је протестовала, али је протест остао чисто дипломатски. Турске војне манифестације почињу прикупљањем трупа дуж границе, а почиње и кретање њених трупа унутар Србије. Затим избијају сукоби у Београду између низама и варошког становништва. Повод је инцидент на Чукур чесми када је 3. јуна 1862. године српски дечак убијен од стране низама. Турски војници убијају и драгомана српске полиције који је дошао да интервенише на лице места. Отпочиње борба између Срба и Турака која траје целу ноћ, а прекида се формалним примирјем ујутру следећег дана, потписаним од српског министра Гарашанина и команданта београдске тврђаве Ашир-паше. Четврти јун прошао је без инцидената, да би 5. јуна, без икаквог повода и знака, из града Турци отворили топовску ватру на варош. Бомбардовање Београда траје четири и по часа. Оно није било толико опасно, јер турска артиљерија није вредела много. Бомбардовање Београда узбудило је европску дипломатију. Михаило је из унутрашњости брзо дошао у Београд и прогласио ратно стање, примајући диктатуру из руку Савета. У београдски гарнизон долази народна војска од 15.000 људи. Бомбардовање се сматрало за предзнак рата. Како би то спречиле, велике силе сазвале су конференцију у Канлиџи. Турске власти траже да се распусти народна војска, а српске нападају турску и траже да се турски гарнизони евакуишу из српских градова. Турци су увидели да је бомбардовање било грешка; није уплашило Михаила већ му је послужило као повод да питање исељења Турака изнесе пред велике силе. Француска и Русија биле су на страни Срба, а Аустрија и Енглеска на страни Турака. На конференцији је донето компромисно решење; одлучено је да се исели само невојничко становништво и поруше два града у унутрашњости (Соко и Ужице) који за Турску нису много вредели у стратешком погледу. Турска није била дужна да надокнади штету. Михаило није био задовољан одлукама конференције у Канлиџи и био је спреман на рат; чак је и ратну прокламацију имао написану. Ипак, инцидент у Београду оогућио му је стварање народне војске. Срби нису хтели подносити ни турску војску која је једино остала у градовима. Старије генерације на то су гледале као на ситницу, али је за млађе то била велика срамота. Овај проблем се, како је изгледало, није могао решити без рата. Међутим, изненада је 1867. године дошло до његовог решавања дипломатским путем, без проливене крви. До тога је дошло због преокрета аустријске источне политике (до тада наклоњене турској) услед пораза у Аустријско-пруском рату. Аустрија гледа да придобије Србију како би Источно питање решила у своју корист. На Криту 1866. године избија устанак, па се Порта плаши да се не прошири и на друге балканске хришћанске народе. Због тога је спремна да задовољи Србију. Михаило је то искористио како би издејствовао одлуку Порте по којој се гарнизони исељавају из Србије, а чуваће их Михаилова војска као војска верног султановог вазала. Последњи знак султановог достојанства била је застава која ће стојати на гарнизонима. Тако је завршено питање исељења Турака покренуто још 1820. године. Михаило је поводом успешног решавања по први пут посетио Цариград.

### Спољна политика
Главни помагач Михаилове националистичке спољне политике био је Илија Гарашанин. Он је 1862. године основао „Српски одбор“ за националну пропаганду. Организовање балканских хришћана један је од корака који је требало обавити пре рата. Влада је одржавала везе са бугарским револуционарем Раковским. У унутрашњости земље формиран је добровољачки корпус од 3000 бораца јужнословенских земаља. Од 1862. године ради се на пропаганди и у Македонији где српска влада помаже цркве и школе. Година 1866. најважнија је у Михаиловој активности на стварању Балканског савеза. Он преговара са албанским првацима. Значајно је склапање савеза са Црном Гором чиме су изглађени лоши односи који трају од почетка Михаилове владавине. Никола Петровић је био спреман да се одрекне престола ако кнез Михаило поведе рат за ослобођење и уједињење српства. Обе кнежевине су се 1866. године обавезале на припремање рата против Турака. Исте године долази до зближавања српске владе са хрватским политичарем Штросмајером. Хрватски политичари прихватили су могућност да се Босна и Херцеговина припоји Србији. Српска влада преко православних калуђера води националну пропаганду у Босни и Херцеговини где настоји да на своју страну придобије неке бегове. Следеће, 1867. године, долази до споразума између бугарских емиграната и српске владе који предвиђа стварање заједничке српско-бугарске државе у форми конфедерације. Исте године закључен је споразум са Грчком којим су се обе чланице обавезале да уђу у рат против Турске уколико једна од уговорних држава буде нападнута. Преговори се воде и са Румунима о конфедерацији (1866).
Либерали и Михаилова спољна политика
У самом почетку Михаилова спољна политика била је опште популарна. Чак и либерали, који су одбацивали његову унутрашњу политику, примали су спољашњу јер су били велики националисти. До 1864. године нема недоследности између кнежеве и либералне спољне политике. Након бомбардовања Београда отпочињу сукоби либерала и кнеза на пољу спољне политике. Либерали су били мишљења да је то одлична прилика за покетање рата. Када до њега није дошло, Владимир Јовановић у Женеви објављује лист „Слобода“ у коме напада кнежеву унутрашњу, а преко ње и спољну политику. Он критикује кнеза због сарадника који су око њега: Гарашанин (великаш из доба Карађорђевића) и Мариновић, обојица омрзнути у народу због свог туркофилства. Критикује кнеза да су његови министри укидање унутрашњих слобода изговарали потребама спољне политике. На рат са Турцима они ни не помишљају.
Коначно разилажење либерала и кнеза долази 1866. године коју су Владимир Јовановић и Светозар Милетић сматрали судбоносном годином наше новије историје; или ће се Србија удружити са Италијом и Немачком и истовремено са њиховим извршити и срспко уједињење, или ће на њега морати чекати још годинама. Милетић 1866. године покреће лист „Заставу“ у Пешти, чији је главни сарадник Владимир Јовановић, ватрени Мацинијевац. Са Мацинијем је стајао у сталној вези од 1862. до 1868. године. Сем савеза са Французима, Мацини је својим сународницима предлагао савез са Југословенима (чиме се разилазио са политиком Камила Бенца ди Кавура). Рат би истовремено отпочео у Венецији и на Балкану, против Аустрије и Турске, две деспотске државе које су се међусобно помагале. Мацини је Јовановићу обећавао један упад Гарибалдијевих добровољаца у Босну. Србија би требало да побуни Југословене у Аустрији, а не да против ње ратује. Јовановић је прихватио Мацинијеве идеје и доставио их у Београд. Милетић и Јовановић чекали су на одговор. Међутим, Михаило је задовољен одлуком Порте о напуштању турске војске, те не помишља на рат. То му либерали нису опростили.

## Чланови владе
| Функција до 1862.                 | Функција од 1862.                 | Слика                       | Име и презиме               | Детаљи                                                                             |
| --------------------------------- | --------------------------------- | --------------------------- | --------------------------- | ---------------------------------------------------------------------------------- |
| Књажевски Представник             | Председник Министарског савета    |                             | Илија Гарашанин             | до 3/15.11.1867.                                                                   |
|                                   | Председник Министарског савета    |                             | Никола Христић              | отправник дужности                                                                 |
| Попечитељ Иностраних Дела         | Министар иностраних дела          |                             | Илија Гарашанин             | до 3/15.11.1867.                                                                   |
|                                   | Министар иностраних дела          |                             | Јован Ристић                | до 21.11/3.12.1867.                                                                |
|                                   | Министар иностраних дела          | Милан Петронијевић          |                             |                                                                                    |
| Попечитељ внутрених дела          | Министар унутрашњих дела          |                             | Никола Христић              |                                                                                    |
| Попечитељ правосудија             |                                   |                             | Ђорђе Д. Ценић              | до 23.12.1861/4.1.1862.                                                            |
| Попечитељ правосудија             | Министар правде                   |                             | Рајко Лешјанин              |                                                                                    |
| Попечитељ финансија               |                                   |                             | Јован Гавриловић            | до 11/23.12.1861.                                                                  |
| Попечитељ финансија               | Министар финансија                |                             | Коста Цукић                 |                                                                                    |
| (Ресор просвете)                  |                                   |                             | Јован Филиповић             | до 29.12.1861/9.1.1862.                                                            |
| (Ресор просвете)                  | Министар просвете и црквених дела |                             | Коста Цукић                 | заступник                                                                          |
| Начелник Главне војне управе      | Министар војени                   |                             | Иполит Монден               | Начелник Главне војне управе пре 10/22.4.1862 Министар 10/22.4.1862 — 2/14.4.1865. |
|                                   | Министар војени                   | Миливоје Петровић Блазнавац |                             |                                                                                    |
| Управитељ Главне управе грађевина | Министар грађевина                |                             |                             |                                                                                    |
|                                   | Министар грађевина                |                             | Иполит Монден               | заступник, 27.4/9.5.1862 — 2/14.4.1865.                                            |
|                                   | Министар грађевина                |                             | Миливоје Петровић Блазнавац | заступник                                                                          |